# Robert Teufel
Robert Teufel (* 1982 in Villingen-Schwenningen) ist ein deutscher Theaterregisseur.

## Ausbildung
Robert Teufel studierte Theater-, Politik- sowie Allgemeine und Vergleichende Literaturwissenschaft an der Johannes Gutenberg-Universität in Mainz.

## Wirken am Theater
Während seines Studiums war er bei verschiedenen Theaterproduktionen in der freien Szene als Schauspieler und Regieassistent engagiert. Er war festes Mitglied des Zettel-Theaters in Mainz und der Theatergruppe Ad Absurdum, die er ab 2006 leitete und dort eigene Inszenierungen entwickelte.
Nach seiner Ausbildung assistierte er zunächst am Nationaltheater Mannheim und am Schauspiel Frankfurt. Ab dem Jahre 2014 arbeitet Robert Teufel als freier Regisseur an einer Reihe von Bühnen: den Theatern in Bamberg, Freiburg, Münster, Osnabrück, Paderborn und Regensburg sowie dem Theater der Stadt Aalen, dem Stadttheater Bremerhaven, dem Schauspiel Frankfurt, dem  Staatstheater Karlsruhe, dem Nationaltheater Mannheim, dem Landestheater Memmingen, dem Staatstheater Karlsruhe und am Landestheater Schwaben.
Seine Inszenierungen waren mehrfach zu verschiedenen Festivals eingeladen.
Im Januar 2021 erhielt er ein Stipendium Deutschen Bühnenvereins für die Weiterbildung Theater- und Musikmanagement an der Ludwig-Maximilians-Universität München.
Von 2021 bis 2024 war Robert Teufel Oberspielleiter an der Landesbühne Niedersachsen Nord in Wilhelmshaven. Ab der Spielzeit 2025/26 leitet er die Sparte Schauspiel am Anhaltischen Theater in Dessau.

## Inszenierungen (Auswahl)
- Tiny Kushner (Tony Kushner, Nationaltheater Mannheim, Regie: Nicole Schneiderbauer und Robert Teufel, 2012)[7][8]
- BITCHFRESSE – Ich rappe also bin ich (Robert Teufel, Nationaltheater Mannheim, 2009)[9]
- wohnen. unter glas (Ewald Palmetshofer, Nationaltheater Mannheim, 2012)[9]
- Das sind nicht wir, das ist nur Glas (Ivana Sajko, Schauspiel Frankfurt, 2013)[10]
- Dantons Tod (Georg Büchner, Nationaltheater Mannheim, 2013)[11]
- Geniale Abenteuer (Alistair McDowall, Nationaltheater Mannheim, 2014)[12]
- Agonie und Ekstase des Steve Jobs (Mike Daisey, Theater Freiburg, 2014)[13]
- Urfaust (Johann Wolfgang von Goethe, Theater Münster, 2014)[14]
- Betty (Laura Marks, Nationaltheater Mannheim, 2015)[15][16]
- Der Parasit (Friedrich Schiller, Theater der Stadt Aalen, 2015)[17]
- Leonce und Lena (Georg Büchner, Theater Münster, 2016)[18]
- Pomona (Alistair McDowall, Nationaltheater Mannheim, 2016)[19]
- Orest (Euripides, Theater Osnabrück, 2016)[20]
- Unterwerfung (Michel Houllebecq, Theater Osnabrück, 2017)[21]
- In weiter Ferne (Caryl Churchill, Theater Paderborn, 2017)[22]
- Romeo und Julia (William Shakespeare, Landestheater Schwaben, Memmingen, 2017)[23]
- In weiter Ferne (Caryl Churchill, Theater Paderborn, 2017)[24]
- Afzals Tochter (im Original: The who and the what) (Ayad Akhtar, Staatstheater Karlsruhe, 2018)[25]
- Helena (Euripides, Landestheater Memmingen, 2018)[26]
- Die Räuber (Friedrich Schiller, Theater Bamberg, 2018)[27]
- Caligula/Julius Caesar (Albert Camus/Peter Verhelst, Landesbühne Niedersachsen Nord, Wilhelmshaven, 2019)[28]
- Vor Sonnenaufgang (Ewald Palmetshofer, Teater Regensburg, 2019)[29]
- Iphigenie auf Tauris (Johann Wolfgang von Goethe, Landesbühne Niedersachsen Nord, Wilhelmshaven, 2020)[30]
- Eines langen Tages Reise in die Nacht (Eugene O’Neill, Stadttheater Bremerhaven, 2021)[31]
- Der goldne Topf (E.T.A. Hoffmann, Landesbühne Niedersachsen Nord, Wilhelmshaven, 2021)[32]
- Mord im Orientexpress (Agatha Christie, Landesbühne Niedersachsen Nord, 2021)[33]
- Natur (UA) (Lukas Hammerstein, Landestheater Schwaben, 2022)[34]
- Hase Hase (Coline Serreau, Landesbühne Niedersachsen Nord, 2022)[35]
- Glückliche Tage (Samuel Beckett (Deutsch von Erika und Elmar Tophoven), Landesbühne Niedersachsen Nord, 2022)[36]
- Der Weg zurück (Dennis Kelly (Deutsch von John Birke), Landesbühne Niedersachsen Nord, 2022)[37]
- Falscher Hase (David Gieselmann, Landesbühne Niedersachsen Nord, 2023)[38]
- Woyzeck (Georg Büchner, Landesbühne Niedersachsen Nord, 2023)[39]
- La Notte Italiana – Reise ans Ende der Gleichgültigkeit (UA) (Mario Wurmitzer, Landesbühne Niedersachsen Nord, 2024)[40]